# Dan Harrington
Dan Harrington (Cambridge (Massachusetts), 6 december 1945) is een professionele pokerspeler en -auteur uit de Verenigde Staten. Hij won onder meer het Main Event van de World Series of Poker (WSOP) 1995, waarop hij eerder zijn eerste WSOP-titel won door het $2.500 No Limit Hold'em-toernooi op zijn naam te schrijven. Harrington won in 2007 het $9.500 No Limit Hold'em - Championship Event van Legends of Poker in Los Angeles en daarmee ook zijn eerste titel op de World Poker Tour (WPT).
Harrington verdiende tot en met juni 2014 meer dan $6.600.000,- in pokertoernooien (cashgames niet meegerekend).

## World Series of Poker
De World Series of Poker 1986 waren de eerste waarop Harrington zich in het prijzengeld speelde. Hij werd toen 24e in het $1.500 Limit Hold'em-toernooi. In het Main Event van het jaar daarop bereikte hij voor het eerst een WSOP-finaletafel, waaraan hij eindigde als nummer zes (destijds goed voor $43.750,- aan prijzengeld).
Harrington moest vervolgens acht jaar wachten voor hij zich weer naar een WSOP-finaletafel speelde, maar in 1995 lukte hem dat niet alleen tweemaal, maar won hij die ook allebei. Hij plaatste zich op de World Series of Poker 2003 voor de derde keer voor de finaletafel van het Main Event (waaraan hij derde werd) en op de World Series of Poker 2004 voor de vierde keer (en hij als vierde eindigde). De populariteit van poker was inmiddels zo gestegen dat deze vierde plaats hem een hoger geldbedrag opleverde ($1.500.000,-), dan zijn eerdere derde ($650.000,-) en eerste plaats ($1.000.000,-).

## World Poker Tour
De $25.000 WPT No Limit Hold'em Championship Final Day van de World Poker Classic in Las Vegas was in april 2004 het eerste toernooi van de World Poker Tour waarop Harrington zich in het prijzengeld speelde. Hij werd 21e, goed voor $49.899,-. Achttien maanden later behaalde Harrington op Festa Al Lago IV zijn eerste finaletafel in een hoofdtoernooi van de WPT. Die beëindigde hij als nummer twee, achter Minh Ly. Het leverde hem $620.730,- op.
Harrington won in augustus 2007 alsnog zijn eerste WPT-titel. Aan de zeskoppige finaletafel van Legends of Poker rekende hij ditmaal af met onder andere David Pham (tweede) en Tom Schneider (vierde). Daarmee speelde hij zich in een select groepje spelers met zowel een Main Event-titel van de WSOP als een overwinning in een hoofdtoernooi van de WPT achter hun naam.

## World Series of Poker-titels
| Jaar                       | Toernooi                                    | Prijs      |
| -------------------------- | ------------------------------------------- | ---------- |
| World Series of Poker 1995 | $2.500 No Limit Hold'em                     | $249.000   |
| World Series of Poker 1995 | $10.000 No Limit Hold'em World Championship | $1.000.000 |

## Boeken
Harrington heeft samen met Bill Robertie zeven boeken geschreven over poker, die allen uitkwamen bij Two Plus Two Publishing:
- Harrington on Hold'em: Volume I: Strategic Play, 2004
- Harrington on Hold'em: Volume II: The Endgame , 2005
- Harrington on Hold'em: Volume III: The Workbook, 2006
- Harrington on Cash Games, Volume I: How to Play No-Limit Hold 'em Cash Games, 2008
- Harrington on Cash Games, Volume II: How to Play No-Limit Hold 'em Cash Games , 2008
- Harrington on Online Cash Games; 6 Max No-limit Hold'em , 2010
- Harrington on Modern Tournament Poker, 2014